# Les Copains
Pour le film d'Yves Robert, voir Les Copains.
Les Copains est un roman de Jules Romains, publié en 1913.

## L'intrigue du roman
Au cours d'une soirée bien arrosée, une bande de copains (Broudier, Bénin, Lesueur, Omer, Huchon, Martin et Lamendin) décident de sanctionner les villes d'Ambert et d'Issoire car, à leurs yeux, elles font preuve d'insolence sur une carte de France. Après avoir consulté un somnambule en guise d'oracle pour vérifier la pertinence de leur décision, ils passent à l'action et multiplient les canulars. C'est ainsi que la caserne d'Ambert recevra nuitamment une visite impromptue du ministre (en réalité Broudier), qui demande à voir des manœuvres immédiates dans la ville. Bénin se fait quant à lui passer pour un éminent théologien venu de Rome, et le curé lui laisse avec émotion la place en chaire pour le sermon : les paroissiens éberlués entendent une apologie (d'abord masquée puis débordante) de la luxure ! À Issoire, lors de l'inauguration d'une statue de Vercingétorix sur la place Sainte-Ursule, le héros gaulois (qui n'est autre que Lesueur, nu sur le cheval de bronze) répond grossièrement au discours du député.
L'histoire se termine par un joyeux banquet dans une maison forestière du Meygal, petit massif qui se situe à proximité immédiate de Saint-Julien-Chapteuil, village de naissance de l'auteur.
L'ouvrage est dédié aux « belletriens de Lausanne ».

## Commentaire
Le choix d'Ambert et Issoire, comme théâtre des exploits des copains, est motivé par la bonne connaissance qu'avait Jules Romains de ces deux sous-préfectures du Puy-de-Dôme, étant lui-même né dans le département voisin de la Haute-Loire, à Saint-Julien-Chapteuil, chef-lieu de canton situé à 88 km d'Ambert et 109 km d'Issoire.

## Adaptation cinématographique
Le roman a fait l'objet d'une adaptation au cinéma, sortie en janvier 1965, sous le titre Les Copains, dans un film réalisé par Yves Robert, sur un scénario d'Yves Robert et François Boyer, avec notamment, pour interpréter les rôles des sept copains, Philippe Noiret (Bénin), Guy Bedos (Martin), Michael Lonsdale (Lamendin), Christian Marin (Omer), Pierre Mondy (Broudier), Jacques Balutin (Lesueur) et Claude Rich (Huchon). Le film a donné lieu à la création, par Georges Brassens, d'une de ses plus célèbres chansons, Les Copains d'abord, en ouverture de l'album éponyme, sorti en novembre 1964, deux mois avant le film.